# ビス (1,5-シクロオクタジエン) ニッケル(0)
ビス (1,5-シクロオクタジエン) ニッケル(0) Bis(1,5-cyclooctadiene)nickel(0) は、化学式 Ni(C8H12)2 で表される有機ニッケル化合物であり、Ni(cod)2 とも記される。これは、2つの1,5-シクロオクタジエン配位子のアルケングループに結合した四面体ニッケル(0)を特徴とする反磁性配位錯体である。これは、空気に非常に敏感な黄色の固体で、化学合成におけるNi(0) の一般的な供給源である。 

## 調製と性質
ビス (1,5-シクロオクタジエン) ニッケル(0)は、ジオレフィンの存在下で無水ニッケル(II)アセチルアセトナートを還元することによって調製される。
Ni(acac)2  +  2 cod  +  2 AlEt3  →  Ni(cod)2  +  2 acacAlEt2  +  C2H6  +  C2H4
Ni(cod)2 は、いくつかの有機溶媒に適度に溶ける。1,5-シクロオクタジエン配位子の一方または両方は、ホスフィン、ホスファイト、ビピリジン、およびイソシアニドによって容易に置換される。もし、空気にさらされると酸化されて酸化ニッケル(II)になる。その結果、この化合物は通常グローブボックスで処理される。

## クロスカップリング反応への利用
J. E. Danderらは、Ni(cod)2をパラフィン性のカプセル中に封じ込んで空気中でも容易に取り扱えるようにする方法を考案した。その方法とは、反応物と溶媒を入れた反応容器にNi(cod)2を封入したカプセルを入れ、不活性ガスで置換したのち密栓して加熱すると、パラフィンが溶けてNi(cod)2が反応物中に混ざる。その後必要な温度、時間で反応をスムースに進めることができる。反応終了後、パラフィンはヘキサンで抽出、除去できる。Danderらは実証実験を行い、有用性を証明した。Ni(cod)2をパラフィン製カプセルに封入したものは商品化され市販されている